# Burned
Burned (Queimada em português) é o sétimo livro da série House of Night, escrita pela norte-americana P.C. Cast e sua filha Kristin Cast.

## Sinopse
Zoey Redbird está com sua alma despedaçada no Mundo do Além e tem poucos dias para reunir seus pedaços e voltar para seu corpo antes que morra para sempre, mas ela não vai conseguir sozinha em seu estado frágil e instável. Para ajudar Zoey, James Stark vai ter que se sujeitar a ficar entre a vida e a morte para deixar que seu espírito, revertido de Guerreiro à Guardião de sua Grande Sacerdotisa, viaje pelo Mundo do Além para protegê-la dos perigos lá encontrados e salvar a sua amada. Enquanto isso Stevie Ray tem que lutar contra os Vermelhos do Mal, e tentar desvendar os mistérios de seu relacionamento com o Rephaim, o Raven Mocker filho de Kalona. Aphrodite descobre que seus poderes vão muito além do que pensa e mesmo contra sua vontade os usa para ajudar Zoey, e descobre que seu poder a permite visitar o Mundo do Além e os dominios de Nyx.

## Recepção
Em sua semana de estreia, o livro ficou em 1.º lugar na lista dos 150 mais vendidos do USA Today. 